# 5 Dywizja Piechoty (II RP)
5 Dywizja Piechoty (5 DP) – wielka jednostka piechoty Wojska Polskiego II RP.
5 Dywizja Piechoty została sformowana w maju 1919, została podporządkowana Grupie Operacyjnej gen. Jędrzejewskiego i walczyła na froncie ukraińskim, a potem polsko-bolszewickim. Wzięła udział w ofensywie kijowskiej. W wyniku ofensywy bolszewickiej, część jej sił została przerzucona na Białoruś. Prowadząc działania odwrotowe, dopiero pod koniec sierpnia obie brygady połączyły się pod Lwowem. Zreorganizowana dywizja wzięła udział w polskiej ofensywie kończąc szlak bojowy pod Deraźnią i Lityniem. 
Po zakończeniu działań bojowych jej macierzystym garnizonem stał się Lwów.
W okresie kampanii wrześniowej walczyła w ramach Grupy Odwodów „Kutno”. Jej oddziały broniły Warszawy.

## Formowanie i zmiany organizacyjne
4 kwietnia 1919 Naczelny Wódz Józef Piłsudski mianował generała Władysława Jędrzejewskiego dowódcą Dywizji Lwowskiej. Dywizja sformowana została wiosną 1919 na froncie w Galicji. Początkowo występowała w składzie trzech pułków.
W jej skład weszła Brygada Lwowska (38 i 39 pp), dwa bataliony 40 pp oraz dwanaście baterii artylerii z 4., 5., 6., 8. pułku artylerii lekkiej i 4 pułku artylerii ciężkiej.
Ponadto w skład dywizji weszły grupy: kpt. Błeszyńskiego (IV/5 pp Leg., dwie kompanie IV/4 pp Leg.) i płk. Tarwida (I/30 pp, I i II/24 pp, 1/38 pp, 1/36 pp). W końcu kwietnia Dywizja Lwowska liczyła ok. 7 tys. żołnierzy, 54 działa, 136 karabinów maszynowych. 27 maja Naczelne Dowództwo nakazało reorganizację dywizji. Reorganizowana dywizja przyjęła nazwę 5 Dywizji Piechoty. W jej skład weszły tym razem cztery pułki piechoty stanowiące IX i X Brygadę Piechoty. W pierwszych dniach lipca 1919 reorganizowano dywizję. Do dywizji ściągnięto dwa bataliony 40 pp walczące dotąd w składzie grupy płk. Sikorskiego oraz 19 pp Odsieczy Lwowa.
Ostatecznie w skład dywizji weszły:
- 38 pułk piechoty Strzelców Lwowskich
- 39 pułk piechoty Strzelców Lwowskich
- 40 pułk piechoty Strzelców Lwowskich
- 19 pułk piechoty Odsieczy Lwowa
- III/4 pułku strzelców konnych (jazda dywizyjna
- 5 Brygada Artylerii
- V batalion saperów
- kompania łączności nr 5
- stacja Hughesa i radiostacja nr 23
- szpitale polowe nr 403, 603 i 908
- dwie kolumny epidemiologiczne
- stacja zborna chorych
- ambulatorium weterynaryjne
- trzy kolumny taborowe nr 61, 67 i 68.
- kolumny samochodowe nr 11 i 13. Dywizja
- urząd gospodarczy
- obora, rzeźnia i piekarnia polowa

Stan liczebny dywizji 1 marca 1920 w stanie żywionych wynosił: 331 oficerów, 9723 szeregowych oraz 3207 koni; stan bojowy to 151 oficerów, 4751 „bagnetów”, 239 „szabel”, 131 karabiny maszynowe, 6 dział piechoty, 30 dział polowych, 5 dział ciężkich i 19 moździerzy.
| Obsada personalna dowództwa dywizji w okresie IV-V i VIII-X 1920 | Obsada personalna dowództwa dywizji w okresie IV-V i VIII-X 1920 |
| Stanowisko                                                       | Stopień, imię i nazwisko                                         |
| ---------------------------------------------------------------- | ---------------------------------------------------------------- |
| Dowódca dywizji                                                  | gen. ppor. Władysław Jędrzejewski                                |
| Dowódca dywizji                                                  | gen. ppor. Paweł Szymański (od 16 VIII)                          |
| Dowódca dywizji                                                  | wz. płk Stanisław Rosnowski (od 8 X)                             |
| Szef sztabu                                                      | kpt szt. gen. Fryderyk Mally                                     |
| Szef sztabu                                                      | cz.p.o. kpt. ad. szt. Juliusz Hoffman (pocz. IX)                 |
| Szef sztabu                                                      | mjr. ad. szt Władysław Pieniążek (od 6 IX)                       |
| Szef sztabu                                                      | mjr szt. gen. Tadeusz Alf Tarczyński (IX)                        |
| I adiutant                                                       | por. Felicjan Sterba                                             |
| II adiutant                                                      | ppor./por. Stanisław Petry                                       |
| Referent organizacyjny                                           | kpt. Władysław Szymaszek                                         |
| Referent informacyjny                                            | por. Stanisław Neumann                                           |
| Referent informacyjny                                            | por. Karol Odrobiński                                            |
| Oficer oddziału                                                  | ppor. Kowalczuk                                                  |
| Referent oświatowy                                               | kpt. Stanisław Dąbek                                             |
| Referent operacyjny                                              | por. Jerzy Szczerbiński                                          |
| Oficer oddziału (oficer ordynansowy)                             | por. Bożesław Józef Nieciengiewicz                               |
| Oficer gazowy                                                    | ppor. Stanisław Krupa                                            |
| Oficer gazowy                                                    | ppor. Władysław Szczerbiński                                     |
| Referent materialny                                              | ppor. Erazm Stefanus                                             |
| Referent personalny                                              | kpt. Franciszek Lachowicz                                        |
| Oficer służby wewnętrznej                                        | ppor. Władysław Gruszka                                          |
| Ogólna kancelaria i litografia                                   | kpt. Klemens Fleschner                                           |
| Szef łączności                                                   | ppor. Bronisław Obtułowicz                                       |
| Szef łączności                                                   | por. Wincenty Jurewicz                                           |
| Zastępca szefa łączności                                         | ppor. Franciszek Kublin                                          |
| Oficer łączności                                                 | ppor. Stanisław Jaśkiewicz                                       |
| Referent techniczny                                              | kpt. Władysław Wanjous                                           |
| Referent techniczny                                              | por. inż. Antoni Dyrdoń                                          |
| W referacie                                                      | por. Stanisław Kowalski                                          |
| Szef intendentury                                                | ppor. dr Kazimierz Król                                          |
| Szef intendentury                                                | por, Władysław Kościelny                                         |
| Oficer intendentury                                              | por. dr Emil Biedrzycki                                          |
| Oficer intendentury                                              | ppor. Izydor Józefowicz                                          |
| Oficer intendentury                                              | ppor. Karol Peczenik                                             |
| Oficer intendentury                                              | ppor. Wilhelm Roland                                             |
| Oficer intendentury (dca stacji zbornej)                         | ppor. Stefan Wardzyński                                          |
| Oficer intendentury                                              | ppor. Roman Załęski                                              |
| Szef sanitarny                                                   | mjr lek. dr Jerzy Nadolski                                       |
| Adiutant                                                         | ppor. san. Jan Warchocki                                         |
| Szef kancelarii                                                  | pchor. san. Marian Orzechowski                                   |
| Dywizyjny lekarz weterynarii                                     | rtm. lek. wet. Jan Zenkner                                       |
| Dywizyjny lekarz weterynarii                                     | rtm. lek. wet. Ludwik Wilder                                     |
| Oficer weterynarii                                               | ppor. podlek. wet. Franciszek Polita                             |
| Proboszcz dywizji                                                | ks. Otto Kristen                                                 |
| Proboszcz dywizji                                                | ks. Tadeusz Olejniczak                                           |
| Proboszcz dywizji                                                | ks. mjr Józef Kusta                                              |
| Kierownik sądu polowego                                          | mjr KS Edward Sommer                                             |
| Kierownik sądu polowego                                          | mjr KS Klemens Zajączkowski                                      |
| Oficer śledczy                                                   | por. KS Michał Łukaszewski                                       |
| Oficer śledczy                                                   | por. KS dr Jan Markowski                                         |
| Oficer śledczy                                                   | por. KS Tadeusz Mitraszewski                                     |
| Oficer śledczy                                                   | ppor. dr Leon Sobel                                              |
| Oficer śledczy                                                   | por. KS dr Ignacy Nuckowski                                      |
| Oficer śledczy                                                   | ppor. dr Franciszek Kuraś                                        |
| Oficer śledczy                                                   | por. KS Rafał Zabiegły                                           |
| Oficer śledczy                                                   | por. Michał Peiper                                               |
| Oficer śledczy                                                   | ppor. Józef Szeliga (do 23 VII)                                  |
| Oficer śledczy                                                   | ppor. KS dr Stefan Juszczak                                      |
| Oficer śledczy                                                   | ppor. dr Maksymilian Szenbach                                    |
| Oficer śledczy                                                   | ppor. KS Jan Harlender                                           |
| Oficer śledczy                                                   | ppor. KS Mieczysław Romański                                     |
| Oficer śledczy                                                   | ppor, Aleksander Wadziński                                       |
| Protokolant                                                      | ppor. Adam Popowicz                                              |
| Kierownik poczty polowej 12                                      | urz. wojsk. IX r. Franciszek Kozioł                              |
| Urzędnik poczty                                                  | urz. wojsk. X r. Witold Rzepecki                                 |
| Kierownik stacji Hughesa                                         | urz. wojsk. XI r. Wilfred Haber                                  |
| Oficer stacji                                                    | urz. wojsk. IX r. Józef Wierzbicki                               |
| Oficer stacji                                                    | urz. wojsk. X r. Bolesław Iniewski                               |
| Oficer stacji                                                    | urz. wojsk.? r. Eugeniusz Jachec                                 |
| Oficer prowiantowy                                               | ppor. Jan Strisower                                              |
| Referent artylerii                                               | por. Bogdan Zawisza                                              |
| Referent samochodowy                                             | por. Tadeusz Dąbrowski                                           |
| Referent samochodowy                                             | por, Bogdan Zawisza                                              |
| Referent taborów                                                 | mjr Stanisław Woropaj                                            |
| W plutonie taborów                                               | por. lek. wet. Teodor Uszyński                                   |
| Komendant placu                                                  | por. Feliks Wądołkowski                                          |
| Oficer dowództwa                                                 | kpt. Jan Englert                                                 |
| Oficer dowództwa                                                 | por. Edmund Marle                                                |
| Oficer dowództwa                                                 | ppor. Marian Naglicki                                            |
| Kompania sztabowa                                                |                                                                  |
| Dowódca kompanii                                                 | ppor. Adam Markowski                                             |
| Dowódca kompanii                                                 | kpt. Antoni Kursa                                                |
| Dowódca kompanii                                                 | por. Stanisław Maniewski (od 15 lub 23 VI)                       |
| Dowódca plutonu                                                  | ppor. Ludwik Rzeszowski                                          |
| Pluton żandarmerii polowej                                       |                                                                  |
| Dowódca plutonu                                                  | ppor. Jarosław Klewar                                            |
| Dowódca plutonu                                                  | ppor. Wilhelm Holak                                              |

## Dywizja w walce o granice

### Na froncie polsko-ukraińskim
14 maja 1919 ruszyła polska ofensywa w Galicji Wschodniej. W pierwszej fazie działań dywizja nacierała w kierunku na Żółkiew. Następnie, działając w składzie Grupie Operacyjnej gen. Jędrzejowskiego, 30 maja zajęła Zborów. 1 czerwca, wspólnie z dywizją płk. Sikorskiego, zdobyła Tarnopol. 4 czerwca wyszła na rubież Gontowo-Kurniki-Netreba-Zbaraż-Ochrymowce. Tu jej żołnierze po raz pierwszy zetknęli się z patrolami 20 Dywizji Strzelców Armii Czerwonej. Polacy obsadzili front o długości ok. 50 km od Kutyszcza na północy po Ochrymowce.
W związku sukcesami rozpoczętej 8 czerwca kontrofensywy ukraińskiej, dywizja otrzymała rozkaz odwrotu. 15 czerwca rozpoczęła spod Ostrowca marsz w kierunku zachodnim. Pod naporem Ukraińców dywizja ponosiła duże straty. Utracona została łączność z grupą kpt. Bleszyńskiego. 23 czerwca obsadziła linię Bełzec-Skwarzawę-Kazimierówkę. Pod Skwarzawą odparto ukraińskie ataki. Stan dywizji spadł do ok. 3200 żołnierzy.
Po zatrzymaniu Ukraińców rozpoczęto się przygotowania do polskiej kontrofensywy. Walczące oddziały mogły być już wzmocnione jednostkami armii gen. Hallera.
28 czerwca dywizja uderzyła i zdobyła Złoczów, a 29 czerwca Nuszcze, Manajów i Kotłów. Kolejne trzy dni reorganizowano dywizję.
Ofensywa polska rozpoczęła się 2 lipca i trwała do 17 lipca. W tym czasie zepchnięto resztki wojsk ukraińskich za Zbrucz. 5 Dywizja Piechoty swoimi oddziałami stanęła na dawnej granicy austriacko-rosyjskiej na północ od Zbaraża. 18 sierpnia stanowiła odwód Frontu Galicyjskiego i na rozkaz jego dowódcy zluzowała w Zbruczu 3 DP Leg. Żołnierze dywizji udzielali pomocy ludności w pracach polowych i odbudowie wiosek w powiatach husiatyńskim, trembowelskim i podhajeckim.
W październiku 1919 dywizja została wycofana znad Zbrucza w rejon Zbaraża. Postój wykorzystano na szkolenie i odpoczynek.
W pułkach powstały szkoły podoficerskie, szkoły dla analfabetów, gospody żołnierskie i biblioteki. Dla żołnierzy organizowano wykłady z historii Polski i tradycji oręża polskiego.
Po zakończeniu wojny z Ukraińcami dokonano częściowej demobilizacji wojska. Stany batalionów spadły do 150–200 żołnierzy, a stan rzutu bojowego dywizji nie przekraczał 3000.

### W wojnie polsko-bolszewickiej
W początkach 1920 Armia Czerwona koncentrowała swoje oddziały na Podolu. W lutym zaczęły napływać do 5 DP uzupełnienia. W połowie lutego otrzymała ona zadanie zluzować 12 Dywizję Piechoty. Celem poprawy warunków obrony, gen. Jędrzejewski postanowił przesunąć front o 45–60 km na wschód, na linię Nowokonstantynów-Latyczów-Deraźnia, a obronę oprzeć o bagniste rzeki Wołk i Boh.
18 lutego 5 DP wsparta oddziałami 12 DP, IV/4 psk i dwoma pociągami pancernymi uderzyła na stojącą przed nią bolszewicką 44 Dywizję Strzelców. Atakowano trzema kolumnami: płk. Dąbrowskiego na Latyczów, mjr. Alojzego Łukawskiego na Nowokonstantynów i płk. Leona Silickiego na Deraźnię. Uzyskano całkowite zaskoczenie. Dywizja osiągnęła wyznaczoną linię tracąc ok. 130 żołnierzy. Obsadziła odcinek frontu o szerokości 76 km, z czterema przyczółkami mostowymi w Deraźnej, Latyczowie, Nowokonstantynowie i Starej Sieniawie. Główny wysiłek obrony gen. Jędrzejewski skoncentrował właśnie na przyczółkach. Pozostały teren objęto systemem patroli.
23 lutego bolszewicy uderzyli na bronione przez Polaków przyczółki. Pod Latyczowem 19 pp odparł natarcie sowieckiej Brygady Taraszczańskiej. Pod Nowokonstantynowem odrzucono jednak Polaków za rzekę. Pododdziały 39 i 40 pp zagrożone oskrzydleniem rozpoczęły odwrót. W taborach pułkowych odwrót przerodził się w niezorganizowaną ucieczkę. Na tyłach dywizji zapanowała panika. Powtarzano wiadomości o załamaniu się frontu. Gen. Jędrzejewski, wspólnie z oficerami, z bronią w ręku zatrzymywał uciekających.
24 lutego dywizja wyprowadziła kontratak na Nowokonstantynów. W ciężkim boju odzyskano przyczółek mostowy. W tym dniu walczono również pod Deraźnią. Przyczółka bronił II i III/38 pp z dywizjonem 12 pap. Atakowała Brygada Bohuńska wzmocniona dwoma bateriami artylerii, dwoma pociągami pancernymi i pułkiem kawalerii. Kompanie polskie złożone z weteranów obrony Lwowa stawiły zaciekły opór. Wobec przewagi Rosjan wycofały się jednak z przyczółka. Na pomoc obrońcom saniami przybyły dwie ostatnie kompanie odwodowe i dwa pociągi pancerne. Nieprzyjaciel wycofał się pod osłoną zmroku. Polskie pociągi pancerne zmusiły do odwrotu pancerki rosyjskie. Nad ranem 25 lutego odzyskano przyczółek.
W walkach o przyczółki Polacy stracili 117 żołnierzy. Osłabiona 44 DS zaprzestała działań zaczepnych. Do 26 kwietnia dywizja gen. Jędrzejewskiego pozostawała na swoich stanowiskach.
Prowadzone były walki pozycyjne. Od 14 marca przeciwnikiem 5 DP była bolszewicka 45 Dywizja Strzelców. Polacy organizowali wypady na przedni jej skraj obrony. Niszczono też urządzenia tyłowe i artylerię. 
1 kwietnia jednostki 6 Armii wykonywały rozkaz operacyjny Dowództwa Frontu Podolskiego z 28 marca, mający na celu rozpoznanie i rozbicie sił nieprzyjaciela w rejonie Baru i Wołkowiniec oraz dokonanie zniszczeń na stacjach i linii kolejowej Bar–Mohylew. 5 DP wzmocniona 51 pp na głównym kierunku wypadu (Kalna, Wołkowińce, Komarowce) uderzała gros 19 i 51 pp, na pomocniczym (Karaczyńce, Komarowce) 38 pp. Na lewym skrzydle dywizji 39 i 40 pp miały przeprowadzić wypady mniejszymi siłami w celu wiązania części 44 DS. Grupy wypadowe wymaszerowały 31 marca tuż przed północą. Akcję gen. Iwaszkiewicz planował na najwyżej dwa dni, po czym oddziały miały wrócić na dawne pozycje.
Do chwili ruszenia ofensywy na Kijów, 5 Dywizja dokonała 12 dużych i 30 mniejszych wypadów. Stracono 370 poległych i rannych. Ponadto wzięto ok. 600 jeńców, zdobyto 11 dział, 85 ckm, rozbito dwa pociągi pancerne. Nękani wypadami bolszewicy nie mogli przeprowadzić planowanych akcji zaczepnych, a szeregowi żołnierze ulegali demoralizacji.
Podczas ofensywy kijowskiej 5 DP razem z 12 i 18 DP wchodziła w skład 6 Armii gen. Wacława Iwaszkiewicza. W początkowej fazie nie doszło do walk z szybko wycofującym się nieprzyjacielem. 39 pp otrzymał zadanie rozbroić i odtransportować na tyły poddającej się brygady ukraińskich strzelców siczowych.
14 maja znad Berezyny ruszyła do ofensywa wojska rosyjskie Frontu Zachodniego pod dowództwem Michaiła Tuchaczewskiego.
25 maja 5 DP otrzymała zadanie przegrupować się na północ. W związku z atakami armii konnej Budionnego pogorszyło się też położenie sił polskich na Ukrainie. W rezultacie na północ pojechała IX Brygada Piechoty z III/40 pp. Pozostałe na Ukrainie części 5 DP skierowano na pomoc walczącej z armią konną 13 DP. Walczono ze zmiennym szczęściem.
Odwrót
5 czerwca wojska polskie rozpoczęły odwrót z Ukrainy. Dowodzona przez gen. Pawła Szymańskiego X Brygada Piechoty cofała się razem z 2 Armią gen. Raszewskiego. W czerwcu została wzmocniona 105 pp i broniła pozycji nad rzekami Słucz i Horyń. 5 lipca współdziałała z 18 DP gen. Franciszka Krajowskiego i stanowiła jej południowe skrzydło w akcji na Ostróg–Dubno. Od 30 czerwca do 5 lipca broniła Zasławia. 5 lipca współdziałała z 18 DP gen. Franciszka Krajowskiego i stanowiła jej południowe skrzydło w akcji na Ostróg-Dubno. Prowadząc działania opóźniające od 6 do 25 lipca broniła Krzemieńca i Białokrynicy. Będąc w składzie 6 Armii brała udział w zwycięskiej bitwie z armią konną pod Brodami. Podczas dalszego odwrotu osłaniała Lwów walcząc m.in. pod Toporowem, Łopatynem i Jampolem.
4 lipca na Autą ruszyła ofensywa Frontu Zachodniego Tuchaczewskiego. IX Brygada Piechoty wchodziła w skład grupy gen. Jędrzejewskiego i w jej składzie tworzyła prawe skrzydło 1 Armii gen. Zegadłowicza. Na brygadę uderzyły oddziały rosyjskiej 15 Armii Augusta Korka.
38 pp bronił miasteczka Plissa nad rzeką Mniutą i poniósł wielkie straty. Ciężkie walki toczył również 39 pp tracąc ok. 45% stanu osobowego. Brygada wycofała się w kierunku na Głębokie. Dalej kontynuowano odwrót na Duniłowicze – Wilejkę – Mołodeczno – Bogdanowo. III/40 pp poniósł wielkie straty nad jez. Gliniak. Po walce wycofywał się działając jako ubezpieczenie boczne dywizji litewsko-białoruskiej. 38 pp wziął też udział w kontrataku pod Lipiszkami oraz walczył pod Ziabkami i Jurkowem. 39 pp bronił linii rzeki Olszanka. Straty były jednak ogromne. Z resztek obu pułków i III/40 pp utworzono "Oddział 9 Brygady Piechoty" liczący zaledwie 190 żołnierzy. Broniąc linii Niemna 23–24 VlI oddział stoczył zwycięski bój pod Wołpą. po walce 60 zdolnych jeszcze do walki żołnierzy odesłano do Małkini, a stamtąd do Lwowa.
Polska kontrofensywa
Zwycięstwo polskie nad Wisłą umożliwiło Polakom w ostatniej dekadzie sierpnia przejść do działań zaczepnych także w Galicji. Będąca już po reorganizacji 5 DP ruszyły do przeciwnatarcia, aby odepchnąć nieprzyjaciela od Lwowa i opanować linię Bugu. 19 pp wzmocniony dwiema bateriami 5 pap zdobył Busk. W dniach 1–10 września będąc w okrążeniu bronił wyzwolonego miasta atakowanego przez oddziały 45 i 47. Dywizji Strzelców. W połowie września wojska polskie przeszły do ostatniej w tej wojnie ofensywy w Galicji Wschodniej. 5 DP zepchnęła nieprzyjaciela za rzekę Pełtwię. W początkach października sforsowała Boh i zajęła Starokonstantynów. 10 października dywizja wsparła sprzymierzone z Polską oddziały ukraińskie pod Deraźnią i Lityniem. Było to ostatnie jej zwycięstwo w wojnie polsko bolszewickiej. Symbolicznie miało ono miejsce na polach bitew toczonych przez dywizję w lutym i marcu 1920.

## Dywizja w okresie pokoju

Lwów - miasto garnizonowe 5 DP

18 października 5 Dywizja Piechoty wycofała się na linię wyznaczoną w traktacie pokojowym podpisanym 12 października w Rydze. Jej oddziały rozlokowane zostały w rejon Zbaraż–Łanowce.
Jednak już w grudniu 40 pp pomaszerował do Lwowa, w styczniu 38 pp do Przemyśla, a 39 pp do Jarosławia. 19 pp początkowo obsadził tzw. kordon etapowy od Zborowa przez Złoczów do Żdżar, a dopiero w lutym przegrupował się do Lwowa zajmując koszary na Cytadeli.
W garnizonach jednostki rozpoczęły programowe szkolenie. W pierwszej kolejności musiały jednak same zadbać o sprawy socjalno–bytowe. W lutym 1921 dokonano w pułkach spisu monterów, mechaników, elektrotechników, ślusarzy, palaczy przydatnych do prac adaptacyjnych. Zakupiono ciepłą odzież, starano się zaradzić olbrzymim brakom w zaopatrzeniu i polepszyć wyżywienie. Oddziały przechodziły na struktury pokojowe. 20 stycznia rozwiązano pocztę polową 5 DP. Obsługę dywizji przejęły cywilne urzędy pocztowe i telegraficzne. Rozwiązano też kolumny taborowe W marcu przekazano do składnic nadliczbową broń. Wiosną 1921 zreorganizowano dywizję. Odeszły 38. i 39 pp, a w jej skład wszedł 26 pułk piechoty z 7 Dywizji Piechoty.
W 1923 jej składzie były następujące pułki: 19., 26. i 40. pułki piechoty i 5 pułk artylerii polowej.
Latem 1921 rozpoczęło przydzielanie żołnierzom ziemi w ramach akcji osadnictwa wojskowego na Kresach Wschodnich. Dokonywano ostrej selekcji kandydatów. Na blisko siedemset podań napisanych przez żołnierzy dywizji, uwzględniono niespełna dwieście. Osadnicy otrzymywali działki o przeciętnej powierzchni około 18 ha.

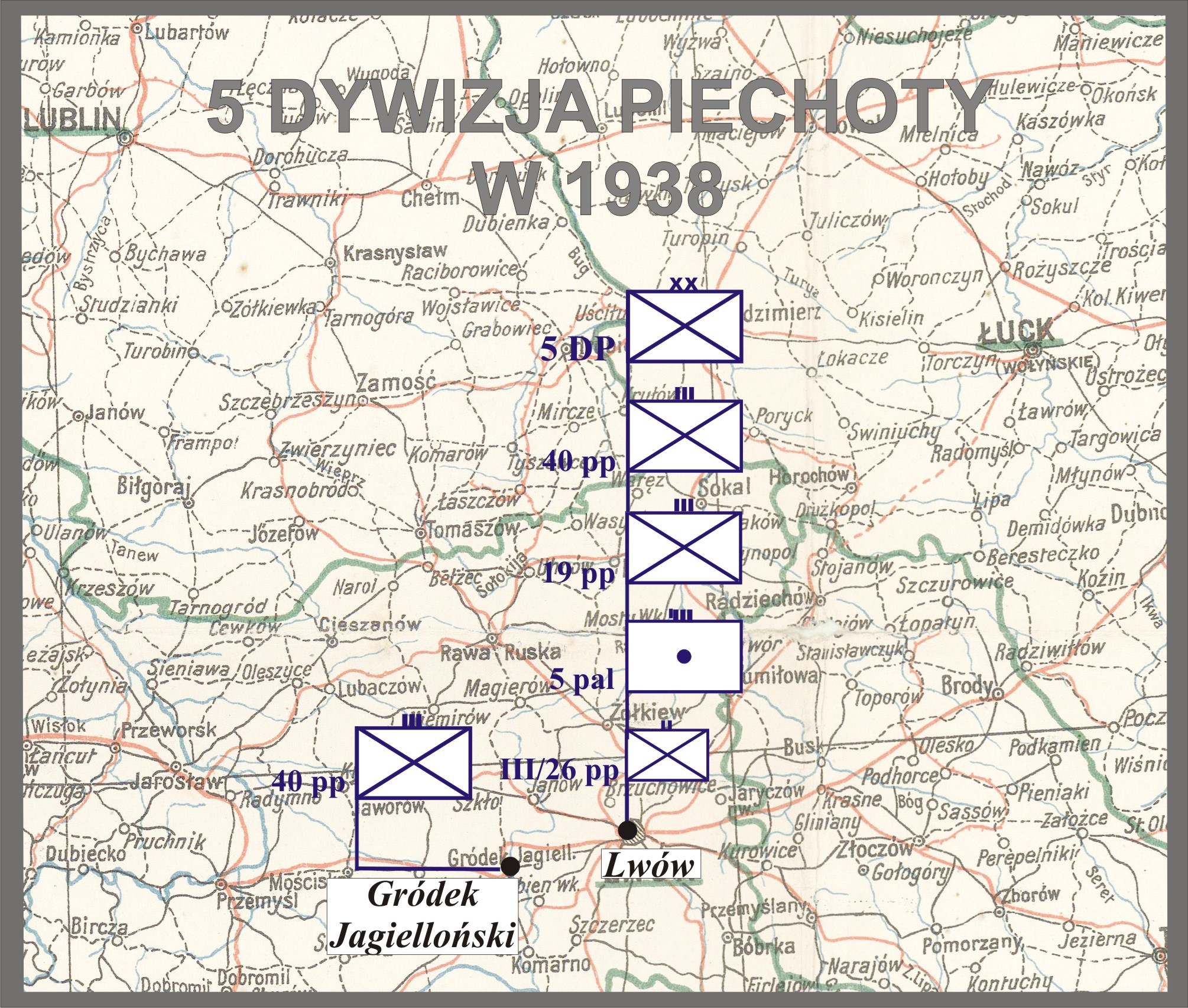
5 DP w 1938

Dużym wyzwaniem dla dowódców było zorganizowanie na wysokim poziomie pracy wychowawczej i oświatowej. W maju ukazał się rozkaz dowódcy dywizji o przymusowym nauczaniu żołnierzy analfabetów, oparty na Instrukcji przymusowego nauczania. W poszczególnych pododdziałach ok. 70-80% rekrutów nie umiało pisać ani czytać. Zajęcia prowadzono w okresie jesienno-zimowym po 10 godzin tygodniowo, a w okresie wiosenno–letnim po 2–3 godziny tygodniowo. Kurs podzielono początkowo na cztery, następnie na trzy stopnie odpowiadające klasom szkoły powszechnej. Każdy stopień kończył się egzaminem z udziałem przedstawicieli kuratorium lwowskiego. W 1927 oceny pozytywne na egzaminie otrzymało 87% żołnierzy. W drugiej połowie lat trzydziestych, wraz ze zmniejszeniem się rozmiarów analfabetyzmu, stopniowo spadła liczba żołnierzy obejmowanych nauką przymusową.
W jednostkach prowadzono też wykłady z historii Polski i dziejów oręża polskiego. Na wykładach mówiono też i o procedurach zakładania książeczek oszczędnościowych, możliwościach zaciągania kredytów czy też otwierania kont bankowych. Organizowano również kursy doskonalenia zawodowego. Były to najczęściej kursy przysposobienia rolniczego, hodowli, sadownictwa i pszczelarstwa. Propagowano spółdzielczość rolniczą. Uczono też przyszłych stolarzy, ślusarzy i introligatorów.

## Dywizja w kampanii wrześniowej 1939

### Mobilizacja i przegrupowanie
W marcu 1939 roku, zgodnie z planem operacyjnym „Zachód”, 5 Dywizja Piechoty została przewidziana do składu Armii „Pomorze”. Latem 1939 roku, po korektach planu, 5 DP została przeznaczona do Grupy Odwodów „Kutno”.
27 sierpnia zarządzono mobilizację niejawną dla oddziałów Okręgu Korpusu nr VI Lwów. Stawiennictwo rezerwistów było wzorowe. Po zakończeniu mobilizacyjnego rozwinięcia 19 pułk piechoty Obrońców Lwowa transportami kolejowymi przegrupowany został do Włocławka. Dołączył do niego I/5 pal. Te dwie jednostki stanowiły Oddział Wydzielony ppłk. Sadowskiego przeznaczony do Armii „Pomorze”. Pozostałe pułki zakończyły mobilizację 4 i 5 września. Transporty jechały przez Dubno – Kowel – Brześć – Białą Podlaską.
Kiedy transporty były już w drodze, zmieniono dywizji zadania. Gen. Zulauf objął dowództwo nad doraźnie utworzoną Grupą Operacyjną przeznaczoną do obrony odcinka od Zegrza do Zakroczymia.
Kolejna zmiana użycia oddziałów dywizji nastąpiła 6 września. Naczelny Wódz polecił wzmocnić obronę Warszawy 40 pułkiem piechoty. 26 pułk piechoty podzielono. Jego I batalion skierowano w rejon Zgierza, II bp przeznaczono do osłony mostu pod Świdrem, a III bp wyznaczono do obrony Warszawy.
5 pal, będąc jeszcze w transportach, został zbombardowany. 8 września na stacji Mordy poległ dowódca II/5 pal mjr Deskur i dowódca 4 baterii por. Eugeniusz Łoziński. Dywizjon wyładował się i 10 września dotarł do Warszawy. 8 września również III dywizjon został zbombardowany w Siedlcach. I on próbował dotrzeć do Warszawy. Udało się to jedynie 8 baterii. 5 dywizjon artylerii ciężkiej dotarł do Warszawy 11 i 13 września.
Z rozkazu wyższych przełożonych 5 Dywizja Piechoty dotarła na front częściami. Główne siły dywizji skoncentrowano w Warszawie, ale i tutaj oba pułki piechoty i poszczególne dywizjony artylerii walczyły na różnych odcinkach i podlegały lokalnym dowódcom.

### Organizacja wojenna 5 DP
- dowództwo i sztab 5 DP
- dowódcy broni 5 DP
- szefowie służb 5 DP
- Kwatera Główna 5 DP
- kompania gospodarcza Kwatery Głównej 5 DP
- kompania asystencyjna nr 62 (kompania sztabowa Kwatery Głównej 5 DP)

- 19 pułk piechoty „Odsieczy Lwowa” – ppłk dypl. Stanisław Sadowski
- 26 pułk piechoty – ppłk dypl. Franciszek Węgrzyn
- 40 pułk piechoty „Dzieci Lwowskich” – ppłk Józef Kalandyk
- 5 Lwowski pułk artylerii lekkiej – ppłk dypl. Tadeusz Popławski
- 5 dywizjon artylerii ciężkiej – kpt. Bronisław Grzybowski
- 5 batalion saperów – mjr Tadeusz Chlebowski
- bateria motorowa artylerii przeciwlotniczej typ A nr 5
- szwadron kawalerii dywizyjnej – rtm. rez. Władysław Suchecki
- kompania karabinów maszynowych i broni towarzyszącej nr 61
- kompania kolarzy nr 61 – kpt. Kazimierz Józef Korbiński
- kompania telefoniczna 5 DP
- pluton radio 5 DP
- pluton łączności Kwatery Głównej 5 DP
- drużyna parku łączności
- samodzielny patrol meteorologiczny nr 5
- pluton pieszy żandarmerii nr 5 – ppor. żand. rez. Kazimierz Oster
- poczta polowa nr 162
- pluton parkowy uzbrojenia nr 601
- park intendentury typu I nr 601 – por. Stanisława Peresada
- kompania sanitarna nr 601
- szpital polowy nr 601 – mjr lek. dr Julian Rekliński
- polowa pracownia dentystyczna nr 601
- polowa kolumna dezynfekcyjno-kąpielowa nr 601
- polowa pracownia bakteriologiczno-chemiczna nr 601
- zespół przeciwgazowy nr 601
- dowództwo grupy marszowej służb typ II nr 601
- kolumna taborowa parokonna nr 601
- kolumna taborowa parokonna nr 602
- kolumna taborowa parokonna nr 603
- kolumna taborowa parokonna nr 604
- dowództwo grupy marszowej służb typ II nr 602
- kolumna taborowa parokonna nr 605
- kolumna taborowa parokonna nr 606
- kolumna taborowa parokonna nr 607
- kolumna taborowa parokonna nr 608
- warsztat taborowy parokonny nr 601
- pluton taborowy nr 5
- sąd polowy 5 DP

### Walki na przedpolach Warszawy
W okolicach Modlina, nad Bugo-Narwią i Wisłą w początkach września 1939 działała 5 DP (bez 19 pp i I/5 pal) pod dowództwem gen. bryg. Juliusza Zulaufa wchodząca w skład Armii „Warszawa”. Rejon ten był bardzo ważny z wojskowego punktu widzenia, tu bowiem miano bronić stolicy przed atakiem wojsk niemieckich nacierających z kierunku północno-wschodniego. Głównym zadaniem dywizji była obrona przedmieść Zegrza, Modlina, Orzechowa, linii Narwi i przeprawy w Dębem.
Sytuacja w tym rejonie przedstawiała się następująco. Dowódca 5 DP miał do dyspozycji Warszawską Brygadę Obrony Narodowej pod dowództwem płk. dypl. Józefa Sas-Hoszowskiego. Wchodzący w jej skład Działdowski batalion Obrony Narodowej pod dowództwem kpt. Kazimierza Mordzewskiego obsadził dwór w Poniatowie, a II batalion 26 pp i 2 Warszawski batalion Obrony Narodowej dowodzony przez mjr. Bronisława Surewicza broniły odcinka na płd. od Zegrza. W Dębem stacjonowała 3 kompania 26 pp, w odwodzie znajdowały się batalion wojsk łączności, pluton artylerii i pluton saperów. Przed zmrokiem 6 września obronę wzmocnił dodatkowo pociąg pancerny nr 13, a także 98 dywizjon artylerii ciężkiej pod dowództwem kpt. Edwarda Chmielika, który zajął stanowisko w okolicy Nieporętu. Na drugi dzień wojska polskie opuściły Zegrze, wycofując się za Bugo-Narew, na rozkaz dowódcy Armii wysadzono także most. Na razie nie doszło na tej linii do bezpośredniego starcia z Niemcami. W tej sytuacji jeden dywizjon artylerii został wycofany w rejon Jabłonny, a drugi w kierunku Warszawy, natomiast w nocy z 8 na 9 września 98 dac odszedł do Wieliszewa.
11 września Niemcy rozpoczęli forsowanie Narwi między Zegrzem i Serockiem, a następnego dnia pod Dębem. Wojska polskie gen. J. Zulaufa próbowały zatrzymać natarcie nieprzyjaciela. Kolejne starcia nie przyniosły sukcesu stronie polskiej. W miarę walk docierały także resztki rozbitych oddziałów z 8 DP. Od strony Beniaminowa działała 20 DP. Jednakże jej uderzenie na Rynię, gdzie usiłowała przeprawić się niemiecka 217 DP, zakończyło się niepowodzeniem. 13 września Niemcy przystąpili do forsowania rzeki z kolei na linii Dębe–Izbica. Główne uderzenie skierowało się na Dębe, gdzie pokonali opór Polaków i szybko posuwali się naprzód. Po południu tego dnia zajęli odcinek Wieliszew–Poniatów–Skrzeszew. W obronie Poniatowa poległ dowódca 2 baterii 8 pal ppor. Wiktor Zdziarski. Na tej linii Niemcy zatrzymali się. Wojska polskie próbowały kontratakować, ale wszystkie ataki załamywały się w ogniu niemieckiej artylerii.
Ostatecznie walki z wrogiem w okolicach Wieliszewa zakończyły się klęską wojsk polskich. Resztki grupy wojsk gen. J. Zulaufa wycofano do obrony Warszawy, zaś pozostałe oddziały miały opanować Dębe, ale pod naporem Niemców wycofały się w kierunku Modlina.

### W obronie Warszawy
7 września do Warszawy przybyły transporty 40 pułku piechoty. Pododdziały rozlokowały się w rejonie folwarku Dotrzyma obok dworca Wschodniego. Obronę przeciwlotniczą zapewniała bateria przeciwlotnicza. I/40. pp, wraz z IV/360 pp tworzył odwód dowódcy Obrony Warszawy gen. Waleriana Czumy. Wspierany przez 4 działa 75 mm stanowił on osłonę naziemną mostów na Wiśle. Pełnił on równocześnie rolę drugiego rzutu tworzonej dopiero obrony Pragi.
Nocą z 7/8 września pułk (bez I bp) przeszedł mostem Poniatowskiego na zachodni brzeg Wisły i wspólnie z II/41 pp obsadził odcinek środkowy Przedmościa Warszawa. Dowódcą odcinka został dowódca 40 pp – ppłk Kalandyk.

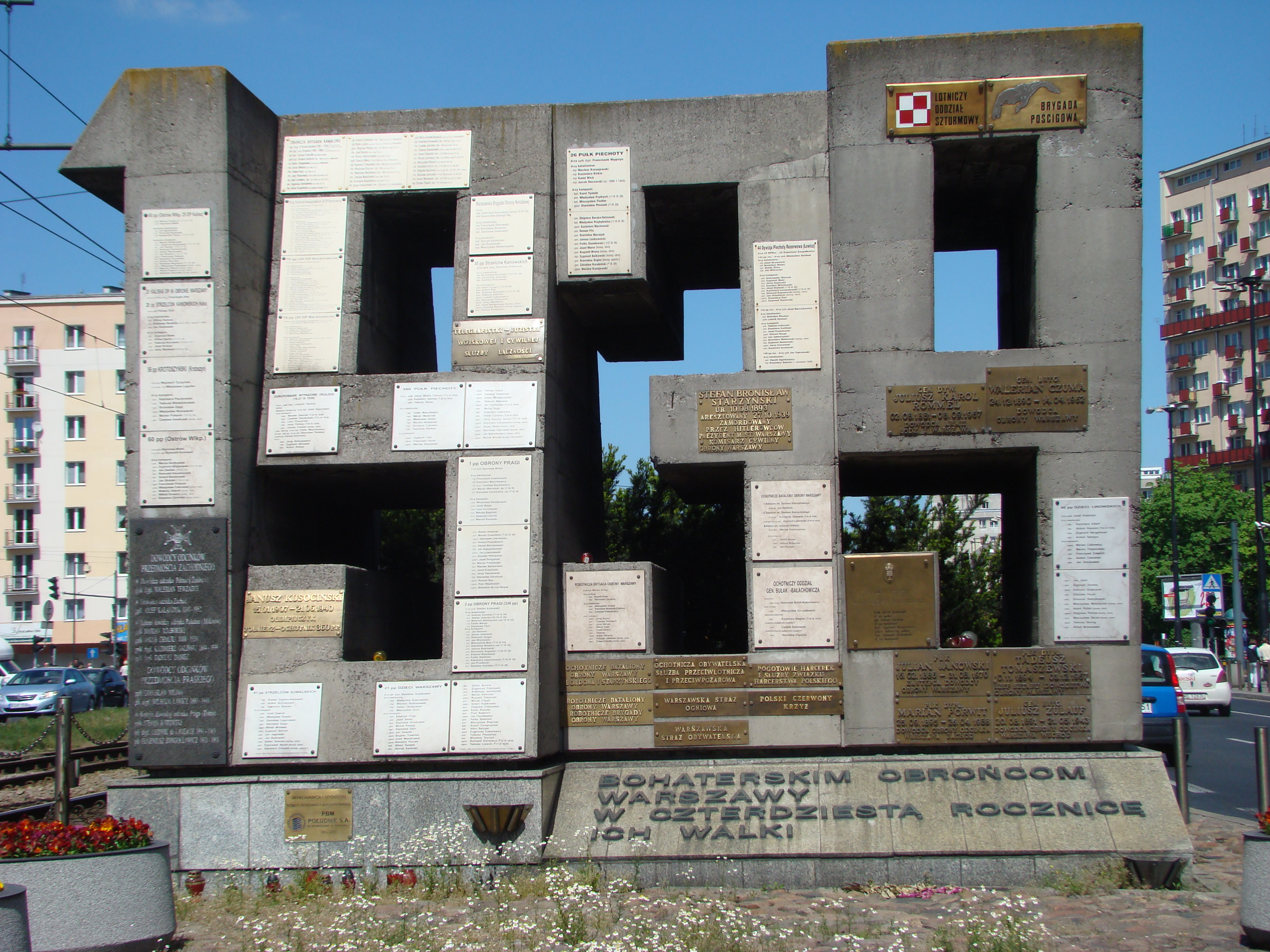
Pomnik Barykada Września

8 września na przedpola stolicy dotarły czołowe oddziały niemieckiej 4 DPanc z XVI Korpusu Pancernego.
Na Woli
Przed barykadą zamykającą ul. Grójecką pierwsze czołgi pojawiły się o 17:20. Barykady broniła 4 kompania 40 pp por. Jana Brzybowskiego, oraz 6/41 pp i część kompanii przeciwpancernej 41 pp. Natarcie zostało odparte. Niemcy stracili trzy czołgi.
Rano 9 września czołgi 4 DPanc, po uprzednim przygotowaniu artyleryjskim, rozpoczęły atak. Współdziałająca z plppanc ppor. Mariana Fucha 4/40 pp zniszczyła 10 czołgów i pojazdów opancerzonych. Pozostałe czołgi skierowały się na Wolę i weszły ul. Białobrzeską w lukę między stanowiskami 40. i 41 pp. Żołnierze 6 kompanii 40 pp por. Zygmunta Ziemby obrzucili je granatami.
W tym dniu walczyła na Woli także wsparta dwoma armatkami ppanc i dwoma działami kal. 75 mm 8 kompania 40 pp por. Zdzisława Pacak-Kuźmirskiego. Broniła ona ul. Wolskiej i Reduty nr 56.
O 9:30 do barykady zamykającej ul. Wolską podeszły czołgi nieprzyjaciela. Polskie armaty otworzyły ogień dopiero z odległości ok. 100 m. Obrońcy zapalili też beczki z terpentyną. Kontratakowała 8 kompania 40 pp. Większość żołnierzy niemieckich wykuto bagnetami lub wzięto do niewoli.
7 kompania 40 pp ppor. Edmunda Grabowskiego zajmowała stanowiska na północ od 8 kompanii. Działka ppanc znajdujące się w jej ugrupowaniu unieruchomiły kilka czołgów, pozostałe zawróciły.
Po załamaniu natarcia 4 DPanc likwidowano grupy żołnierzy niemieckich, które po wycofaniu się czołgów utworzyły gniazda oporu w poszczególnych budynkach. W walce o gmach Wolnej Wszechnicy uczestniczyli żołnierze 6/40 pp, a pułkowy pluton cyklistów z plutonem czołgów lekkich 7-TP między 16:20 a 17:00 odzyskał utraconą rano barykadę przy ul. Grójeckiej.
23 września Niemcy przystąpili do generalnego szturmu. Rozpoczął się gwałtowny ostrzał artyleryjski i bombardowanie miasta. Na Odcinku „Środek” pozycję główną podzielono na trzy pododcinki batalionowe. Dwa z nich obsadziły bataliony 40 pp: pododcinek „Wola” bronił III/40 pp, a Dworca Zachodniego II/40 pp. Pododcinek „Ochota” obsadził II/41 pp.
W trakcie walk 25 września śmiertelną ranę odniósł mjr Kassian, a dowództwo batalionu objął kpt. Zygmunt Neugebauer. 26 września na II/40 pp uderzyły główne siły 31 DP. Artyleria nieprzyjaciela zniszczyła umocnienia i rozbiła dwa działka ppanc. O 10:00 przed batalionem pojawiły się czołgi z piechotą. Na ul. Opaczewskiej opór stawiła 4 kompania por. Grzybowskiego. Ponad 40% żołnierzy kompanii poległo lub odniosło rany. Wśród rannych był dowódca 4 kompanii por. Grzybowski. Ciężkie straty poniosła też 6 kp. Resztki obu kompanii wycofały się na ul. Częstochowską.
Na odcinku 5 kp por. Jana Jelenia atakowały dwa bataliony niemieckie. Nieprzyjaciel został zatrzymany przy ul. Kopińskiej. Utracono jednak parowozownię. Początkowo kontrataki nie odnosiły pożądanego skutku. Por. Pacak-Kuźniarski utworzył z ochotników 8 kp grupę szturmową wyposażony w broń maszynową i granaty ręczne. Pod osłoną nocy, bez strzału, doprowadził pluton na odległość 100 m od parowozowni i gwałtownym uderzeniem wdarł się do zabudowań. W ciągu kilku minut załoga niemiecka została zniszczona. Zdobyto mapę z naniesionymi pozycjami jednostek niemieckich oblegających Warszawę.
27 września nacisk Niemców na pozycje 40 pp osłabł. Toczyły się rozmowy kapitulacyjne. W południe płk Porwit otrzymał polecenie przerwania ognia o 14:00 na całym froncie przedmościa. 28 września Warszawa skapitulowała. Do por. Pacak-Kuźniarskiego zgłosiła się delegacja żołnierzy, oświadczając, że będą bronić stanowisk do ostatniego naboju, po czym wysadzą się w powietrze. Oficerowie musieli uspokajać gorące serca i umysły.
Działania na Pradze

13 września na Pragę wycofała się grupa gen. Zulaufa. Dowódca 5 DP objął dowództwo obrony Przedmościa „Praga”. 26 pułk piechoty (bez III batalionu) skierowano na Odcinek Południowy. Dwa jego bataliony obsadziły pododcinek „Utrata”, dowodzony przez dcę 26 pp – ppłk. Franciszka Węgrzyna. Wsparcie odcinka zapewniały dwie baterie artylerii lekkiej i jedna ciężkiej.
Na Pradze skoncentrowano także pięć baterii 5 pal. II/5 pal wspierał Pododcinek „Saska Kępa”, a pozostałe baterie – 80 pp broniący pododcinka „Zacisze” na Odcinku „Północ”.
Nocą z 14/15 września Niemcy uderzyli na dworzec towarowy Warszawa-Wschodnia. Broniły go pododdziały 26 pp. Nieprzyjaciel wtargnął nawet na teren stacji, ale został odrzucony kontratakiem.
Walki na Bemowie
22 września na Odcinku Północ III/26 pp mjr. Decowskiego obsadzał „ośrodek oporu osiedle Babice” położony przed główną pozycją obrony. Batalion ten „był przeznaczony na stracenie”. Według płk. Porwita miał walczyć do końca, aby opóźnić uderzenie wroga na pozycję główną.
Nocą 24/25 września Niemcy uderzyli na osiedle Babice. Po przygotowaniu artyleryjskim oddziały niemieckiej 19 DP opanowały osiedle. Mjr Decowski osobiście poprowadził kontratak kompanii II rzutu zmuszając przeważającego liczebnie wroga do odwrotu. Za ten czyn jako jeden z pierwszych obrońców Warszawy otrzymał Krzyż Srebrny Orderu Virtuti Militari.
Następnej nocy 19 DP ponownie uderzyła na zdziesiątkowany batalion mjr. Decowskiego. Po ciężkiej walce resztki batalionu złożyły broń. Niemiecki dowódca nie mógł uwierzyć, że tak słaby batalion przez dwa dni stawiał opór całej dywizji.

### Walki OW ppłk. Sadowskiego
19 pułk piechoty z I dywizjonem 5 pułku artylerii lekkiej, jako Oddział Wydzielony ppłk. Sadowskiego, od 4 września 1939 walczył w składzie Armii „Pomorze”.
W pierwszych dniach września obsadził przedmoście „Włocławek”. Początkowo pozostawał bez kontaktu z nieprzyjacielem. 6 września pułk otrzymał rozkaz utrzymania przedmościa do czasu przejścia na zachodni brzeg Wisły 16 Dywizji Piechoty. 8 września oddziały GO gen. Bołtucia zakończyły przeprawę. Po zniszczeniu mostu OW, na rozkaz gen. Władysława Bortnowskiego rozpoczął marsz wzdłuż Wisły pod Płock. Tam pułk miał zluzować Nowogródzką BK.
10 września zorganizowano obronę rejonu Radziwia oraz odcinka Kępa Tokarska–Tokary–Rąbierz.
11 września OW wszedł w skład GO gen. Karaszewicza-Tokarzewskiego. 12 września Niemcy rozpoczęli forsowanie Wisły. Pod Radziwiem ich oddziały zostały powstrzymane. Jednak na odcinku bronionym przez I batalion, nieprzyjaciel uchwycił przyczółek i zdobył Tokary, Rąbierz i Okopy. 13 września pułk wsparty I/5 pa kontratakował. I batalion uderzył na Dobrzyków, III na Tokary, a II na Radziwie. Wspierał I/5 pal. Około. 10:00 natarcie załamało się. Bataliony rozpoczęły działania opóźniające. Na skraju lasów Łąckich powstrzymano nacierającą niemiecką 3 DP przy dużych stratach obu stron.
Gen. Karaszewicz-Tokarzewski zdecydował siłami 15 DP odrzucić Niemców zza Wisłę. Nocą z 13/14 września 19 pułk wszedł pod rozkazy dcy 15 DP i w jej składzie atakował niemiecki 8 pułk piechoty. Obie strony poniosły znaczne straty. Broniący wzgórz na południowym skraju lasu w rejonie dworu Łąck III/19 pp został pobity.
16 września załamał się front polski nad Bzurą. OW otrzymał zadanie odejść do Iłowa. 17 września ataki niemieckiego lotnictwa zadały maszerującym kolumnom ogromne straty. Resztki pułku dotarły do przeprawy pod Witkowicami.
19 pp Odsieczy Lwowa przestał istnieć. Małe grupy żołnierzy zdołały jednak przedrzeć się do Warszawy, gdzie zameldowały się u dowódcy macierzystej 5 DP gen. Zulaufa.
1/5 pal w ciężkim nocnym marszu też został rozbity. 18 września w rejonie nadleśnictwa Kampinos dysponował już tylko 1 baterią. Do dywizjonu dołączył pluton artylerii piechoty 69 pp i haubica 100 mm z obsługą. Do godzin popołudniowych ogniem siedmiu dział odpierano natarcia niemieckie. Duże straty i brak amunicji uniemożliwiły dalszą obronę. Po zdemontowaniu dział resztki pododdziału maszerowały w kierunku Bzury. 19 września pod Radziwiłłówkiem dywizjon został otoczony, a żołnierze wzięci do niewoli.
Lwowska 5 Dywizja Piechoty spełniła swój obowiązek w kampanii wrześniowej. Boje 40 pułku piechoty Dzieci Lwowskich na Ochocie i Woli oraz III batalionu 26 pułku piechoty mjr Decowskiego na Babicach stały się przykładem nieustępliwej, twardej walki z przeważającymi siłami nieprzyjaciela. Dzielnie walczył również Oddział Wydzielony ppłk. Sadowskiego (19 pp z I/5 pal) .
Oddziały dywizji poniosły wysokie straty: w 40 pp przekraczały one 30% stanu osobowego, w 26 pp – 25%.
Stanowiący duży odsetek żołnierzy dywizji Ukraińcy, w niczym nie ustępowali swym polskim towarzyszom na polu bitwy. Nie zanotowano ani jednego przypadku dezercji. Dowodzi to dużej skuteczności wychowania patriotycznego i obywatelskiego prowadzonego w Wojsku Polskim w okresie międzywojennym.

## Odtworzenie dywizji w ramach Armii Krajowej
W wyniku przeprowadzania akcji odtwarzania przedwojennych jednostek wojskowych w 1944 r. powstała 5 Dywizja Piechoty AK „Dzieci Lwowskich” pod dowództwem płk. Stefana Czerwińskiego (Okręg Lwów AK).

## Lwowscy żołnierze

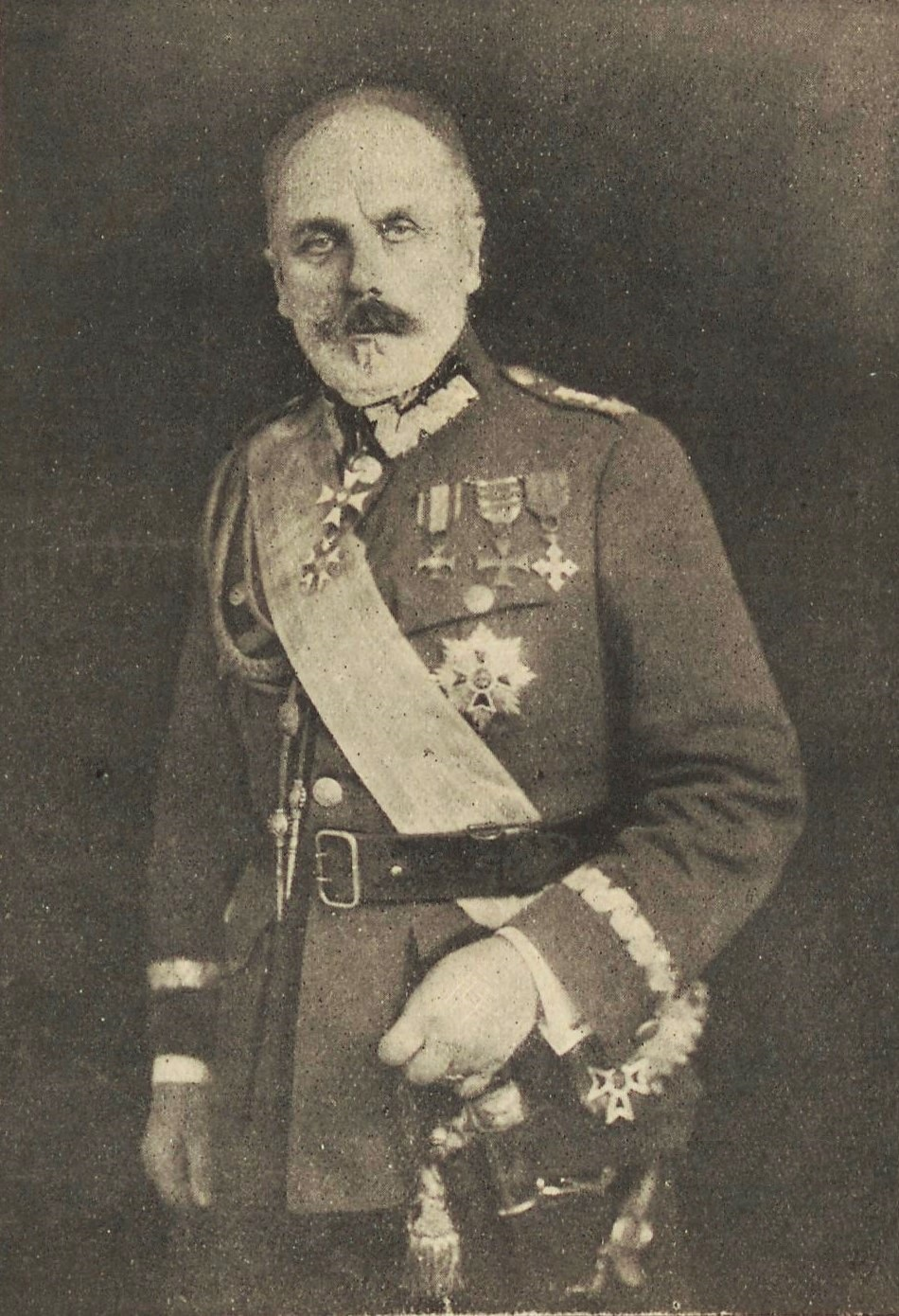
Władysław Jędrzejewski

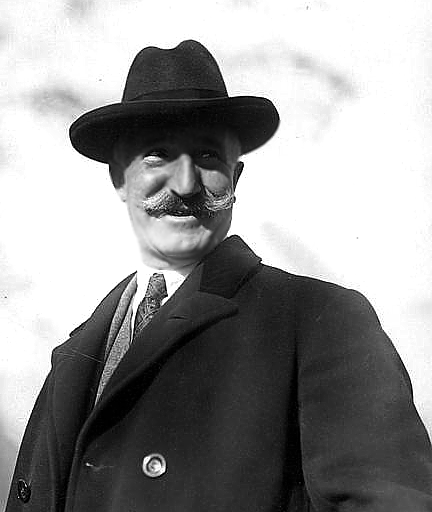
Czesław Mączyński

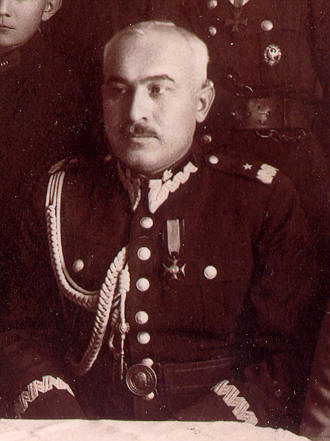
Walerian Czuma

### Obsada personalna dowództwa dywizji
Dowódcy dywizji
- gen. bryg. Władysław Jędrzejewski (od 4 IV 1919)
- płk Zygmunt Strzelecki (7 V 1919 – 7 VI 1919)
- płk Czesław Mączyński (1919)
- płk Dąbrowski (1919)
- gen. dyw. Władysław Jędrzejewski (1919-1920)
- gen. bryg. Paweł Szymański (1920)
- płk piech. Stanisław Rosnowski (wz. 16 X – 20 XII 1920)
- gen. bryg. Paweł Szymański (1921–1921)
- gen. dyw. Jan Thullie (1921–1926)
- gen. bryg. Leon Zawistowski (1926–1928)
- gen. bryg. Walerian Czuma (1928–1938)
- gen. bryg. Juliusz Zulauf (1938–1939)

Dowódcy piechoty dywizyjnej
- płk piech. Stanisław Rosnowski (1 X 1921 – III 1927[12])
- płk piech. Juliusz Zulauf (III 1927 – 24 V 1930) → dowódca 2 DP Leg.
- płk piech. Ludwik Bittner (V 1930 – XI 1938) → pomocnik dowódcy KOP
- płk piech. Eugeniusz Żongołłowicz (XI 1938 – VIII 1939) → dowódca 44 DP (rez.)

Szefowie sztabu
- mjr p. SG Ludwik de Laveaux (XII 1919 – X 1921)
- kpt. Tadeusz Alf-Tarczyński (1920)
- mjr SG dr (art.) Stanisław Künstler[10] (6 IX 1921 – 27 IX 1923 → kierownik referatu w Oddziale II SG)
- kpt. / mjr SG (piech.) Stanisław Rutkowski (15 X 1923[13] – 15 X 1924 → dowódca I/19 pp[14])
- mjr / ppłk SG (piech.) Gwido Kawiński (15 X 1924[15] – 25 X 1926 → dowódca II/19 pp)
- mjr dypl. piech. Zbigniew Osostowicz (25 X 1926[16] – 27 IV 1929 → szef Oddziału Ogólnego DOK VI[17])
- mjr dypl. art. Aleksander Kędzior (27 IV 1929[18] – 1 XI 1930 → dowódca dyonu w 10 pac[19])
- mjr dypl. sap. Tadeusz I Wasilewski (1 XI 1930[20] – 23 III 1932 → oficer sztabowy do zleceń szefa SG[21])
- mjr / ppłk dypl. piech. Adam Zbijewski (23 III 1932[22] – XI 1935 → zastępca dowódcy 55 pp)
- mjr / ppłk dypl. art. Władysław Picheta (XI 1935 – 1938 → I zastępca dowódcy 19 pal)
- ppłk dypl. Michał Drzystek-Drzewiński[c] (1938 - IX 1939)

### Obsada personalna w 1939 roku
| Ostatnia „pokojowa” obsada personalna dowództwa dywizji: | Ostatnia „pokojowa” obsada personalna dowództwa dywizji: |
| Stanowisko                                               | Stopień, imię i nazwisko                                 |
| -------------------------------------------------------- | -------------------------------------------------------- |
| dowódca dywizji                                          | gen. bryg. Juliusz Zulauf                                |
| I dowódca piechoty dywizyjnej                            | płk Eugeniusz Żongołłowicz                               |
| szef sztabu                                              | ppłk dypl. Michał Drzystek                               |
| I oficer sztabu                                          | kpt. dypl. art. Stanisław Furmański                      |
| II oficer sztabu                                         | kpt. adm. (piech.) Józef Cholewa                         |
| dowódca łączności                                        | kpt łączn. Aleksander Samel                              |
| oficer taborowy                                          | kpt. tab. Alfred Rapacki                                 |
| oficer intendentury                                      | kpt. int. Roman Borkowski                                |

### Obsada personalna Dowództwa 5 DP we wrześniu 1939
| Obsada personalna Dowództwa 5 DP we wrześniu 1939 | Obsada personalna Dowództwa 5 DP we wrześniu 1939 |
| ------------------------------------------------- | ------------------------------------------------- |
| Dowództwo                                         |                                                   |
| dowódca dywizji                                   | gen. bryg. Juliusz Zulauf                         |
| oficer ordynansowy                                | ppor. rez. Władysław Reiss                        |
| Sztab                                             |                                                   |
| szef sztabu                                       | ppłk dypl. Michał Drzystek-Drzewiński             |
| oficer operacyjny                                 | por. dypl. Włodzimierz Lisiecki                   |
| pomocnik oficera operacyjnego                     | por. Zygmunt Stepek                               |
| oficer informacyjny                               | kpt. Aleksander Bernakiewicz                      |
| oficer informacyjny                               | kpt. Mieczysław Topolnicki                        |
| dowódca łączności                                 | kpt. Aleksander B. Samel                          |
| kwatermistrz                                      | kpt. dypl. Stanisław K. K. Furmański              |
| dowódca taborów                                   | kpt. tab. Alfred Rapacki                          |
| Dowódcy broni                                     |                                                   |
| dowódca piechoty dywizyjnej                       | wakat                                             |
| oficer sztabu                                     | kpt. Józef Goldenberg                             |
| dowódca artylerii dywizyjnej                      | ppłk dypl. Jan Ciałowicz                          |
| oficer sztabu                                     | mjr Tadeusz Banach                                |
| Szefowie służb                                    |                                                   |
| szef służby zdrowia                               | mjr dr med. Stanisław M. Jasiński                 |
| szef służby weterynaryjnej                        | mjr lek. wet. dr Kazimierz Szostakiewicz          |
| szef duszpasterstwa                               | st. kapelan ks. Walenty Turczyński                |
| Kwatera Główna                                    |                                                   |
| komendant kwatery głównej                         | kpt. mgr Aleksander Ligęza                        |
| płatnik                                           | por. rez. Mieczysław Ołpiński                     |
| dowódca kompanii gospodarczej                     | por. rez. Józef Moszczyński                       |

### Żołnierze Dywizji (w tym OZ) – ofiary zbrodni katyńskiej
Biogramy zamordowanych znajdują się na stronie internetowej Muzeum Katyńskiego
| Nazwisko i imię       | stopień              | zawód                | miejsce pracy przed mobilizacją                        | zamordowany |
| --------------------- | -------------------- | -------------------- | ------------------------------------------------------ | ----------- |
| Kuźniewicz Aleksander | podchorąży rezerwy   | lekarz               |                                                        | Charków     |
| Mitera Zygmunt Wiktor | podporucznik rezerwy | geofizyk, dr         | Akademia Górnicza w Krakowie                           | Charków     |
| Pałyga Stanisław      | por. art.            | oficer służby stałej | bateria motorowa artylerii przeciwlotniczej typ A nr 5 | Charków     |